# سیارک ۳۱۰۰۰
سیارک ۳۱۰۰۰ (به انگلیسی: 31000 Rockchic، نامگذاری:1995VV) سی و یک هزارمین سیارک کشف شده‌است که در ۱۱ نوامبر ۱۹۹۵ کشف شد.